# Will Poulter
William Jack "Will" Poulter (Londres, 28 de janeiro de 1993) é um ator britânico. É conhecido pelos seus papéis como Eustáquio Mísero em As Crônicas de Nárnia: A Viagem do Peregrino da Alvorada, Kenny Rossmore em Família do Bagulho, Gally em Maze Runner, Jim Bridger em  O Regresso e Colin Ritman em Black Mirror: Bandersnatch. Em 2014 venceu o BAFTA Rising Star Award.

## Biografia
Nascido em Hammersmith, no Reino Unido, filho de Caroline Poulter, uma enfermeira, e Neil Poulter, um distinto médico e professor de Medicina. Ele foi aluno da Harrodian School, outros conhecidos graduados em atuação também incluem George MacKay, Robert Pattinson e Jack Whitehall. No entanto, ele teve dificuldades na escola devido à dislexia e ao Transtorno do Desenvolvimento da Coordenação, disse em entrevista ao The Independent em 2013: "Parecia que não importava o quanto eu tentasse, não estava chegando a lugar nenhum. Essa é a coisa mais desmoralizante, quando criança. E encontrar algo como drama, que eu tanto amava... me deu um senso de propósito." Poulter é um grande torcedor do Arsenal F.C.

## Filmografia

### Cinema
| Ano  | Título                                                   | Papel            |
| ---- | -------------------------------------------------------- | ---------------- |
| 2007 | Son of Rambow                                            | Lee Carter       |
| 2010 | The Chronicles of Narnia: The Voyage of the Dawn Treader | Eustáquio Mísero |
| 2012 | Wild Bill                                                | Dean             |
| 2013 | We're the Millers                                        | Kenny Rossmore   |
| 2014 | Plastic                                                  | Fordy            |
| 2014 | The Maze Runner                                          | Gally            |
| 2014 | A Plea for Grimsby                                       | Jone             |
| 2014 | Glassland                                                | Shane            |
| 2015 | The Revenant                                             | Jim Bridger      |
| 2016 | Kids in Love                                             | Jack             |
| 2017 | War Machine                                              | Rick Ortega      |
| 2017 | Detroit                                                  | Philip Krauss    |
| 2018 | The Maze Runner: The Death Cure                          | Gally            |
| 2018 | The Little Stranger                                      | Roderick Ayres   |
| 2018 | Black Mirror: Bandersnatch                               | Colin Ritman     |
| 2019 | Midsommar                                                | Mark             |
| 2021 | The Score                                                | Troy             |
| 2023 | Guardians of The Galaxy Vol.3                            | Adam Warlock     |
| 2024 | On Swift Horses                                          | Lee              |
| 2025 | Warfare                                                  |                  |
| 2025 | Death of a Unicorn                                       |                  |
| TBA  | I Love Boosters                                          |                  |

### Televisão
| Ano       | Título           | Papel               | Notas             |
| --------- | ---------------- | ------------------- | ----------------- |
| 2007      | Comedy: Shuffle  |                     | 2 episódios       |
| 2008      | Comedy lab       | vários              | 1 episódio        |
| 2008      | Lead Balloon     | Menino jogando doce |                   |
| 2008-2010 | School of Comedy | vários              | 12 episódios      |
| 2010      | The Fades        |                     | 1 episódio        |
| 2021      | Dopesick         | Billy               | Futura minissérie |
| 2023–2024 | The Bear         | Luca                | 3 episódios       |